# A svéd, akinek nyoma veszett (film)
A svéd, akinek nyoma veszett (svéd címén: Mannen som gick upp i rök, német címén: Der Mann, der sich in Luft auflöste) 1980-ban készült színes, magyar–svéd–NSZK thriller, amit Bacsó Péter rendezett, Maj Sjöwall és Per Wahlöö azonos című regényéből. A filmet Budapesten és Stockholmban forgatták.

## Történet
Alf Mattsson újságíró, aki Kelet-Európáról tudósít egy svéd újság számára. A vidámparkban töltött születésnapozásnál felesége bejelenti, hogy válni akar, Alf meg még jól lerészegedik. Másnap Budapestre utazik riportkészítés céljából, de rejtélyes körülmények között eltűnik. Az üggyel a szabadságról visszarendelt Martin Beck nyomozót bízzák meg. Mivel az ügynek titokban kell maradnia, így turistaként utazik Budapestre, ahol a Gellért Szállóban sikerült Mattsson szobáját megkapnia, ahol is nagy pénzösszegeket talál. Természetesen a magyar rendőrség tudomást szerez a nyomozásról, így nemsokára már közös munkájuk lesz a svéd újságíró felkutatása.

## Szereplők
| Szereplő                           | Színész               | Magyar hang     |
| ---------------------------------- | --------------------- | --------------- |
| Martin Beck nyomozó                | Derek Jacobi          | Sztankay István |
| Aina Mattsson                      | Judy Winter           | Káldi Nóra      |
| Szluka őrnagy                      | Bács Ferenc           |                 |
| Lennart Kollberg hadnagy           | Lasse Strömstedt      | Áts Gyula       |
| Åke Gunnarsson                     | Tomas Bolme           | Lőte Attila     |
| Alf Mattsson                       | Thomas Oredsson       | Hetényi Pál     |
| Bagi Aranka "Ari"                  | Peremartoni Krisztina |                 |
| Kuti, a Gellért szálló portása     | Gera Zoltán           |                 |
| Sós, a Vásárcsarnok igazgatója     | Szabó Sándor          |                 |
| Erzsike, Szluka titkárnője         | Versényi Ida          |                 |
| Bubla, a Gellért szálló portása    | Szűr Mari             |                 |
| Sven Molin                         | Staffan Götestam      | Balázs Péter    |
| Beckné                             | Helena Brodin         | ?               |
| Lindbergné                         | Marianne Aminoff      | ?               |
| Stenström                          | Kjell Bergqvist       | Képessy József  |
| Kristiansson                       | Åke Lagergren         | ?               |
| Erikkson, főszerkesztő             | Leif Liljeroth        | Némethy Ferenc  |
| Kvant                              | Tomas Norström        | ?               |
| Larson (Embassy), követségi titkár | Dieter Schidor        | ?               |
| Hammar                             | Gösta Prüzelius       | ?               |
| Külügyi titkár                     | Jan Nygren            | Leisen Antal    |
| Külügyi titkár                     | Meta Velander         | Kállay Ilona    |
| Rendőr                             | Svante Grundberg      | Kovács István   |
| Londíner a Gellért szállóban       | Gálffi László         |                 |
| Felügyelő                          | Márton András         |                 |
| Orvos                              | Dunai Tamás           |                 |
| Motoros                            | Kåre Mölder           | ?               |
| Kapuőr a Gellért szállónál         | Mezey Lajos           |                 |
| Rendőr                             | Horváth László        |                 |
| Úszás edző                         | Falvay Klára          |                 |
| Testépítési edző                   | Vajda László          |                 |
| Főbérlő                            | Apor Noémi            |                 |
| Bandatag                           | Pintér Tamás          |                 |
| Masszőr                            | Farkas Antal          |                 |
| Reptéri vámtiszt                   | Mihályi Győző         |                 |
| Hentes                             | Gyulay Károly         |                 |
|                                    | Ujlaky Károly         |                 |